# Haworthia cymbiformis
Espèce
Classification APG III (2009)
Haworthia cymbiformis est une espèce du genre Haworthia, sous-genre Haworthia, et de la famille des Asphodelaceae selon la classification phylogénétique.

## Description
Espèce menue formant une rosette de petite taille, aux feuilles épaisses, aplaties, de couleur vert clair opaque et d'aspect et de taille variable.
La caractéristique essentielle est la pointe des feuilles composée de tissus transparents. Dans son habitat naturel avec une très forte exposition au soleil, la plante pousse semi-enterrée. Seules émergent ces pointes de feuilles pour filtrer les rayons du soleil et assurer la photosynthèse.
Le genre Fenestraria qui ressemble au genre Lithops présente lui aussi des feuilles avec une extrémité à fenêtre.

## Formes et variétés
- Haworthia cymbiformis var. cymbiformis : variété type.
- Haworthia cymbiformis var. cymbiformis f. agavoides : feuilles vert foncé, bord denticulé, grosses rosettes aplaties.
- Haworthia cymbiformis var. cymbiformis f. bilineata : une forme d'Haworthia cymbiformis aux feuilles convexes, vert clair, portant 2 lignes plus foncées sur les bords.
- Haworthia cymbiformis var. cymbiformis f. planifolia : rosettes très plates, plus petites que celles de l'Haworthia cymbiformis type.
- Haworthia cymbiformis var. incurvula
- Haworthia cymbiformis var. obtusa
- Haworthia cymbiformis var. ramosa
- Haworthia cymbiformis var. reddii
- Haworthia cymbiformis var. setulifera